# The 13 Most Beautiful Boys
The 13 Most Beautiful Boys ist ein Underground-Experimentalfilm von Andy Warhol.
Der 40-minütige Stummfilm, gedreht in schwarz-weiß auf 16 mm, stellt wie der vorangehenden 13 Most Beautiful Women als Werk der Konzeptkunst eine Kompilation von in den Jahren 1964 und 1965 hergestellten Screen Tests Andy Warhols dar. Erst wenige Monate zuvor war sein Wandgemälde Thirteen Most Wanted Men bei der Weltausstellung in New York der Zensur zum Opfer gefallen. Eine „Handlung“ gibt es in diesem Kunstfilm ebenso wenig wie in den anderen frühen Experimentalfilmen Warhols. Es werden lediglich in Anlehnung an Fahndungsfotos etwa dreiminütige Porträtaufnahmen jedes Darstellers gezeigt, die etwas langsamer abgespielt werden, als sie aufgezeichnet wurden. Der Film existiert nur in der Originalkopie (heute im Whitney Museum of American Art) und wurde nicht öffentlich vorgeführt.

## Kritiken
Sarah Boxer von der New York Times schrieb anlässlich einer Ausstellung im MoMA, dass die Aufnahmen je nach Darsteller unterschiedlich interessant seien. Warhol decke durch die verlangsamten Aufnahmen die Mechaniken von Unruhe und Charisma auf.